# Индијан Лејк (Тексас)
Индијан Лејк (енгл. Indian Lake) град је у америчкој савезној држави Тексас. По попису становништва из 2010. у њему је живело 640 становника.

## Демографија
Према попису становништва из 2010. у граду је живело 640 становника, што је 99 (18,3%) становника више него 2000. године.
| Група             | 2000.       | 2010.       |
| Белци             | 298 (55,1%) | 219 (34,2%) |
| Афроамериканци    | 0 (0,0%)    | 3 (0,5%)    |
| Азијати           | 2 (0,4%)    | 4 (0,6%)    |
| Хиспаноамериканци | 233 (43,1%) | 412 (64,4%) |
| Укупно            | 541         | 640         |